# 神様だもの♡
『神様だもの♡』（かみさまだもの、Because I'M the Goddess!）は、紗夢猫による日本の漫画作品。『コミックガム』（ワニブックス）にて、2003年4月号から2004年10月号まで連載。地上に降臨するがスタイルの良い身体が貧乳子供体型に変身してしまった女神パンドラと、しもべの葵との間の関係性が描かれている。
全3巻の英語版がTOKYOPOP から出版されている。

## 評価
ニュータイプ USAのキャリー・シェパードは、「巨乳のパンドラの挑発的な絵が多く盛り込まれたこの漫画は、読者を興奮させるようにデザインされているように見えるが、あの年を取った魔女のホームコメディドラマのように、おっぱいの裏には楽しくてユーモラスなストーリーが展開されている」と評した。

## 書誌情報
- 紗夢猫『神様だもの♡』ワニブックス〈ガムコミックス〉、全3巻
  1. 2003年11月25日発売、ISBN 4-8470-3459-7
  2. 2004年7月24日発売、ISBN 4-8470-3473-2
  3. 2004年12月24日発売、ISBN 4-8470-3487-2